# ジョン・マネー

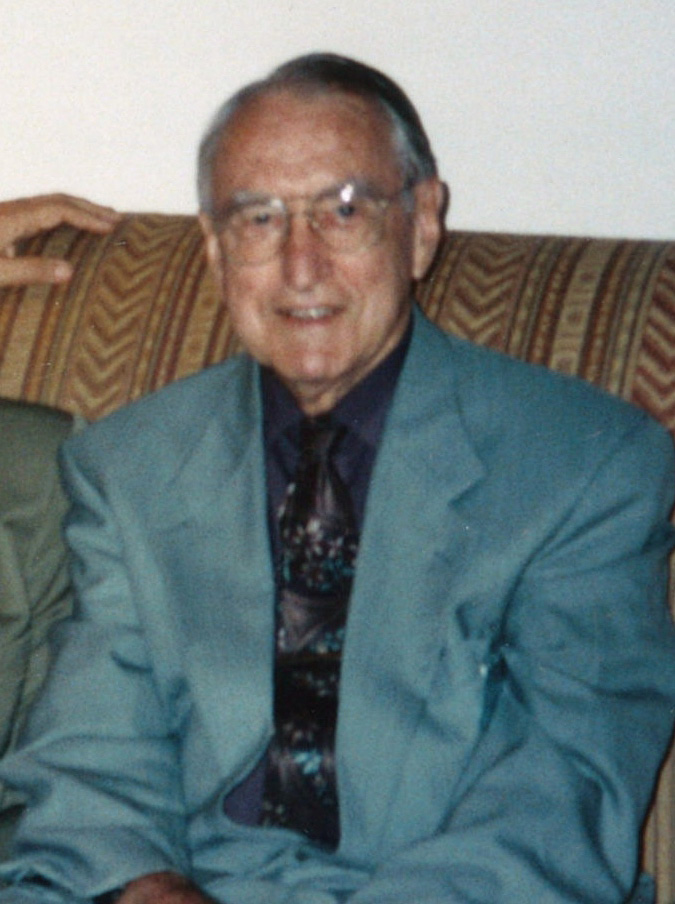

ジョン・マネー（John Money、1921年7月8日 - 2006年7月7日）は心理学者であり性科学者である。アメリカのジョンズ・ホプキンス大学医学心理学科の教授や同大学病院の心理ホルモン研究部門の部長を務め、セックスとジェンダーを二分する考えを世間に浸透させた。インターセックス（半陰陽）やトランスジェンダー（性同一性障害）など、ジェンダー関連の問題について多数の著書・論文を残したが、批判も多い。

## 経歴
1921年7月8日、ニュージーランドにて誕生。1944年ウェリントンのヴィクトリア大学の哲学・心理学および教育学の修士課程を修了。1947年にアメリカに移住してピッツバーグ大学の精神医学研究所に勤め、翌1948年にはハーバード大学に入学し医学心理学を学んだ。1951年にハーバード大学を卒業し、ジョンズ・ホプキンス大学医学心理学科の教授となった。その傍ら、同大学病院の心理ホルモン研究部門の部長を務めて半陰陽についての研究を重ね、1965年にジョンズホプキンス・ジェンダー・アイデンティティ・クリニックを設立し、1966年に半陰陽の患者に対して性別再指定手術を初めて行った。2006年7月7日に84歳で死去。

## 思想
生物学的性をセックス、文化的・社会的性をジェンダーと呼んで区別した。男女間における性差は月経・妊娠・授乳のみであり、他に一般的に言われている性差はあくまで歴史的に割り当てられただけのものであり、明確な根拠がないとして批判した。また、性同一性概念を定義し、性同一性は出生時は中性であると主張し、生後18か月までであれば割り当ての性別を変更可能であるという説を唱えた。半陰陽（インターセックス）についての研究でも名高い。マネーが行った手術で最も有名なものがブレンダと呼ばれた少年として知られる双子の兄であるデイヴィッド・ライマーの症例である。手術の際に外性器を損傷した生後8か月の男児に対し女性への性転換手術を行い、ホルモン治療や教育によって女性への性同一性を形成したとして一躍有名になった。しかし、その後ディヴィットは思春期以降に男性として生きていたことがBBCのドキュメンタリーで明らかになった。

## 主要な著書
- 1957『Psychologic Study of Man』
- 1968『Sex Errors of the Body』
- 1969『Transexualism and Sex Reassignment』
- 1972『Man and Woman Boy and Girl』
- 1977『Handbook of Sexology』